# Archaeobatrachia
Archaeobatrachia je parafyletický podřád žab, do kterého jsou řazeny nejprimitivnější čeledě. Obsahuje 28 druhů, vyskytují se hlavně v Eurasii a na ostrovech jihovýchodní Asie.

## Rozdělení
- podřád Archaeobatrachia
  - čeleď Ascaphidae Fejérváry, 1923 – ocasatkovití
  - čeleď Bombinatoridae Gray, 1825 – kuňkovití
  - čeleď Discoglossidae Günther, 1858; nově Alytidae Fitzinger, 1843 – pestrankovití
  - čeleď Leiopelmatidae Mivart, 1869 – leiopelmovití